# 387 v.Chr.
Het jaar 387 v.Chr. is een jaartal volgens de christelijke jaartelling.

## Gebeurtenissen

### Griekenland
- Antalcidas ontsnapt aan de Atheense blokkade bij Abydos, na een hergroepering met de Perzische en Syracusische vloot overrompelt hij de Atheners en blokkeert de Hellespont. Hierdoor wordt de graanroute naar Athene afgesneden.
- Agesilaüs II van Sparta, Artaxerxes II en Athene sluiten de Koningsvrede (Vrede van Antalcidas). De Ionische kust en Cyprus worden bij het Perzische Rijk ingelijfd, met dit verdrag wordt de Korinthische Oorlog beëindigd.
- Bij zijn terugkeer in Athene sticht Plato een studiegemeenschap, de Akademeia, waar hij zich door middel van de Socratische dialoog vooral richt op de ethische vorming van jongeren.

### Italië
- Dionysius I van Syracuse plundert de steden Crotone en Thurii in Zuid-Italië.
- Rome wordt herbouwd na de plundering door de Galliërs onder Brennus en de zeven Romeinse nederzettingen worden verbonden met een stadsmuur.